# Inma Pérez-Quirós
Inma Pérez-Quirós (Casares, 1962) es una actriz española, conocida por interpretar el papel de Fabiana Aguado en la serie Acacias 38 y el de Noelia Balmaseda de Unzeta y Téllez-Girón en la serie La que se avecina.

## Biografía
Inma Pérez-Quirós nació en 1962 en Málaga, en la comunidad de Andalucía (España), y además de la actuación también se dedica al teatro.

## Carrera
Inma Pérez-Quirós empezó actuando en el teatro. Protagonizó diversas series de televisión como en 1998 en Plaza Alta, en 2006 en Matrimonio con hijos, en 2009 y 2010 en Padre Medina, en 2011 y 2012 en La respuesta está en la historia, en 2015 en El Ministerio del Tiempo y en Sin identidad, en 2022 en Los herederos de la tierra en 2023 en Entre tierras. En 2011 protagonizó las telenovelas Bandolera y El secreto de Puente Viejo. También protagonizó miniseries de televisión como en 2002 en Padre coraje y en 2020 en Veneno. También ha protagonizado películas para televisión como en 2005 en El camino de Víctor y en 2012 en Luna llena. Además de haber participado en series como La Promesa, también participó en películas como en 1998 en Yerma, en 2003 en Carmen, en 2006 en ¿Por qué se frotan las patitas?, en 2007 en Mataharis, en 2008 en The Anarchist's Wife, en 2012 en Els nens salvatges, en 2013 en La mula y en 2014 en El Niño. También ha actuado en cortometrajes como en 2019 en Romeo y Julio y en 2020 en De quién es tu piel.
Empezó a ser conocida como actriz desde 2015 hasta 2021 por interpretar el papel de Fabiana Aguado en la telenovela emitida en La 1 Acacias 38 y donde actuó junto a actores como Sara Miquel, David Venancio Muro, Montserrat Alcoverro, Marita Zafra, Rebeca Alemañy, Marc Parejo,Juanma Navas . Un año después de la finalización de Acacias 38 forma parte del reparto de la famosa serie española La que se avecina, interpretando a Noelia Balmaseda de Unzeta y Téllez-Girón y donde actúa junto a actores como Jordi Sanchez, Nathalie Seseña, Nacho Guerreros, Luis Merlo, Fernando Tejero, Mamen Garcia, Petra Martinez y Loles León.

## Filmografía

### Cine
| Año  | Título                          | Personaje                            | Director                  |
| ---- | ------------------------------- | ------------------------------------ | ------------------------- |
| 1998 | Yerma                           | Cantaora romería                     | Pilar Távora              |
| 2003 | Carmen                          |                                      | Vicente Aranda            |
| 2006 | ¿Por qué se frotan las patitas? | Consuelo                             | Álvaro Begines            |
| 2007 | Mataharis                       |                                      | Icíar Bollaín             |
| 2008 | The Anarchist's Wife            | Clairvoyant                          | Marie Noëlle y Peter Sehr |
| 2012 | Els nens salvatges              |                                      | Patricia Ferreira         |
| 2013 | La mula                         | Michael Radford y Sebastien Grousset |                           |
| 2014 | El Niño                         | Carmen                               | Daniel Monzón             |

### Televisión
| Año             | Título                           | Personaje                                 | Notas           |
| --------------- | -------------------------------- | ----------------------------------------- | --------------- |
| 1998            | Plaza Alta                       |                                           |                 |
| 2002            | Padre coraje                     | Puta de la calle                          | 1 episodio      |
| 2005            | El camino de Víctor              |                                           | TV Movie        |
| 2006            | Matrimonio con hijos             |                                           | 1 episodio      |
| 2009 - 2010     | Padre Medina                     | Amelia                                    | 25 episodios    |
| 2011            | Bandolera                        |                                           |                 |
| 2011            | El secreto de Puente Viejo       | Flora                                     |                 |
| 2011 - 2012     | La respuesta está en la historia | Madre de Rafa                             | 6 episodios     |
| 2012            | Luna llena                       | Señora pensión                            | TV Movie        |
| 2015            | El Ministerio del Tiempo         |                                           | 1 episodio      |
| 2015            | Sin identidad                    |                                           | 1 episodio      |
| 2015 - 2021     | Acacias 38                       | Fabiana Aguado                            | 1.484 episodios |
| 2020            | Veneno                           | Gracia                                    | 1 episodio      |
| 2022            | Los herederos de la tierra       |                                           | 2 episodios     |
| 2022 - presente | La que se avecina                | Noelia Balmaseda de Unzeta y Téllez-Girón | ¿? episodios    |
| 2023            | La promesa                       | Ramona                                    | 50 episodios    |
| 2023            | Entre tierras                    | Sagario                                   | 5 episodios     |

### Cortometrajes
| Año  | Título              | Personaje     | Director        |
| ---- | ------------------- | ------------- | --------------- |
| 2019 | Romeo y Julio       |               | Fernando Colomo |
| 2020 | De quién es tu piel | Madre- Abuela | Rebeca Alemañy  |

## Teatro
| Año                     | Título                         | Autor            | Director         |
| ----------------------- | ------------------------------ | ---------------- | ---------------- |
| 1992                    | Demonios                       |                  |                  |
| 1992                    | Mare Nostrum                   |                  |                  |
| 1995                    | Cía. de performances flamencas | Rosario Pardo    |                  |
| 1997                    | Yerma                          | Pilar Távora     |                  |
|                         | Baby – Boom en el paraíso      | Rafel Torán      |                  |
| Cabalgata expo 92       | Joan Font                      |                  |                  |
| Madre caballo           | A. Onetti                      | Emilio Hernández |                  |
| La llanura              | J.Martín Recuerda              | Helena Pimenta   |                  |
| Inventario Henry Bengoa | Pepa Gamboa                    | Bernardo Atxaga  |                  |
| 2003                    | Romeo y Julieta                |                  | Emilio Hernández |
| 2012                    | Acabaré jondo                  | Estrella Távora  |                  |
| 2012                    | Dando el cante                 |                  |                  |